# Fuentes de Andalucía
Fuentes de Andalucía è un comune spagnolo di 7 389 abitanti situato nella comunità autonoma dell'Andalusia. Fa parte della Comarca di Écija.